# ヘクター・アンブリーズ
ヘクター・アンブリーズ（Héctor Ambriz, 1984年5月24日 - ）は、アメリカ合衆国カリフォルニア州オレンジ出身の元プロ野球選手。右投左打。

## 経歴

### プロ入り前
2002年のMLBドラフト28巡目（全体840位）でシカゴ・ホワイトソックスから指名されたが、カリフォルニア大学ロサンゼルス校へ進学した。

### プロ入りとダイヤモンドバックス傘下時代
2006年にMLBドラフト5巡目（全体147位）でアリゾナ・ダイヤモンドバックスから指名され、6月9日に契約。

### インディアンス時代
2009年オフにルール・ファイブ・ドラフトでクリーブランド・インディアンスへ移籍した。
2010年は右肘の故障で登板を回避していたが、4月30日のミネソタ・ツインズ戦でメジャー初登板を果たした。9月21日に再び右肘を故障。10月29日にAAA級コロンバス・クリッパーズへ降格した。
2012年はAAA級コロンバスでプレーしていたが、6月17日にフリーエージェント（FA）となった。

### アストロズ時代
2012年6月21日にヒューストン・アストロズとマイナー契約を結んだ。8月22日にメジャーへ昇格した。
2013年7月2日にAAA級オクラホマシティへ降格。7月18日に再昇格した。9月5日にDFAとなり、10月4日にFAとなった。

### パドレス時代
2014年3月31日にサンディエゴ・パドレスとマイナー契約を結んだ。AAA級エル・パソ・チワワズで開幕を迎え、14試合に登板。1勝0敗、防御率1.62と好投し、5月7日にパドレスとメジャー契約を結んだ。同日のカンザスシティ・ロイヤルズ戦で昇格後初登板。7回から登板し、2回を投げ2安打2失点（自責点1）2四球だった。5月8日にDFAとなり、5月10日にAAA級エル・パソへ降格した。

### パドレス退団後
2015年は独立リーグであるアトランティックリーグのロングアイランド・ダックスと契約を結ぶ。5月10日にワシントン・ナショナルズとマイナー契約を結ぶが、6月12日に解雇となる。12月18日にメキシカンリーグのティフアナ・ブルズと契約。
2018年までティファナ・ブルズでプレー。
2019年はメキシカンリーグのアグアスカリエンテス・レイルロードメンと契約したが、開幕から11回先発して防御率10.03という結果に終わり、6月13日にFAとなった。6月26日にサルティーヨ・サラペメーカーズと契約。10試合に登板し3勝3敗、防御率6.34の成績を残した。
2020年も引き続き契約したが、新型コロナウイルスの感染拡大によりメキシカンリーグが開催されなかったため、プレーすることはなかった。11月13日にFAとなった。

## 詳細情報

### 年度別投手成績
| 年 度    | 球 団    | 登 板 | 先 発 | 完 投 | 完 封 | 無 四 球 | 勝 利 | 敗 戦 | セ 丨 ブ | ホ 丨 ル ド | 勝 率 | 打 者 | 投 球 回 | 被 安 打 | 被 本 塁 打 | 与 四 球 | 敬 遠 | 与 死 球 | 奪 三 振 | 暴 投 | ボ 丨 ク | 失 点 | 自 責 点 | 防 御 率 | W H I P |
| -------- | -------- | ----- | ----- | ----- | ----- | -------- | ----- | ----- | -------- | ----------- | ----- | ----- | -------- | -------- | ----------- | -------- | ----- | -------- | -------- | ----- | -------- | ----- | -------- | -------- | ------- |
| 2010     | CLE      | 34    | 0     | 0     | 0     | 0        | 0     | 2     | 0        | 0           | .000  | 224   | 48.1     | 68       | 10          | 17       | 1     | 1        | 37       | 4     | 0        | 31    | 30       | 5.59     | 1.76    |
| 2012     | HOU      | 18    | 0     | 0     | 0     | 0        | 1     | 1     | 0        | 3           | .500  | 83    | 19.1     | 14       | 0           | 11       | 2     | 2        | 22       | 4     | 0        | 9     | 9        | 4.19     | 1.29    |
| 2013     | HOU      | 43    | 0     | 0     | 0     | 0        | 2     | 4     | 2        | 13          | .333  | 171   | 36.1     | 50       | 8           | 14       | 1     | 1        | 27       | 4     | 0        | 28    | 23       | 5.70     | 1.76    |
| 2014     | SD       | 1     | 0     | 0     | 0     | 0        | 0     | 0     | 0        | 0           | ----  | 9     | 2.0      | 2        | 0           | 2        | 0     | 0        | 1        | 0     | 0        | 2     | 1        | 4.50     | 2.00    |
| MLB：4年 | MLB：4年 | 96    | 0     | 0     | 0     | 0        | 3     | 7     | 2        | 16          | .300  | 487   | 106.0    | 134      | 18          | 44       | 4     | 4        | 87       | 12    | 0        | 70    | 63       | 5.35     | 1.68    |